# Peter Handke: Bin im Wald. Kann sein, dass ich mich verspäte...
Pour plus de détails, voir Fiche technique et Distribution.
Peter Handke: Bin im Wald. Kann sein, dass ich mich verspäte... est un film allemand réalisé par Corinna Belz, sorti en 2016.

## Synopsis
Le film s'intéresse à la vie et l'œuvre de l'écrivain, dramaturge et réalisateur Peter Handke.

## Fiche technique
- Titre : Peter Handke: Bin im Wald. Kann sein, dass ich mich verspäte...
- Réalisation : Corinna Belz
- Scénario : Corinna Belz
- Photographie : Piotr Rosolowski, Axel Schneppat et Nina Wesemann
- Montage : Stephan Krumbiegel
- Production : Thomas Kufus
- Société de production : Zero One Film
- Pays de production :  Allemagne
- Genre : Documentaire
- Durée : 89 minutes
- Date de sortie : 
  - Allemagne : 10 novembre 2016

## Distinctions
En 2018, le film a reçu le Bayerischer Filmpreis du meilleur montage ex-æquo.